# 앨리스 (소프트웨어)
앨리스(Alice)는 통합 개발 환경(IDE)이 포함된 객체 지향 교육 프로그래밍 언어이다. 앨리스는 드래그 앤드 드롭 환경을 사용하여 3D 모델을 이용한 컴퓨터 애니메이션을 만든다. 이 소프트웨어는 1994년 버지니아 대학교에서 처음 개발되었고 이후 1997년부터 카네기 멜런에서 랜디 포시가 주도한 연구 그룹에 의해 개발되었다.

## 같이 보기
- 시각적 프로그래밍 언어